# Alicia Avilés
Alicia Avilés es una educadora y activista costarricense. Trabajó durante 12 años como maestra de primaria en Nicaragua. Después de establecerse en La Carpio, ayudó a crear una organización artística, Sistema Integral de Formación Artística para la Inclusión Social (SIFAIS), de la cual es la directora comunitaria.

## Biografía
Avilés nació en Managua. Fue educada en Lumen Christi y en Loyola High School. Luego se convirtió en maestra de escuela primaria durante 12 años. Avilés salió de Nicaragua en la década de 1990 cuando fue perseguida por su participación en una huelga de maestros en ese país.
 También buscaba una mejor oportunidad económica en Costa Rica. Empezó a trabajar como empleada doméstica.
Avilés asumió el liderazgo cívico del barrio La Carpio en San José, Costa Rica. Es directora comunitaria del Sistema Integral de Formación Artística para la Inclusión Social SIFAIS. Ayudó a crear esta organización junto con Maris Stella Fernández en 2011. Ese mismo año, Avilés ayudó a crear una orquesta juvenil en La Carpio, la cual ha tenido presentaciones en todo el país. A su vez, SIFAIS ofrece clases de diversas asignaturas.
En 2017, Avilés fue reconocida en el listado de «Mujeres del año» por The Tico Times